# Citizen X
Citizen X is een Amerikaanse televisiefilm van regisseur Chris Gerolmo. De film beschrijft de zoektocht van politieman Victor Boerakov (gespeeld door Stephen Rea) naar de eerste seriemoordenaar in het sovjettijdperk, Andrej Tsjikatilo (gespeeld door Jeffrey DeMunn). De film verweeft de psychologie van de seriemoordenaar en die van zijn bestrijders, met de geleidelijk aan afnemende greep van het Sovjetregime op het dagelijks functioneren van Boerakov. De film is gebaseerd op de roman “the Killer Department” (“De zaak Tsjikatilo” in het Nederlands) van Robert Cullen. Het verhaal is gebaseerd op het waargebeurde verhaal rond de grootste seriemoordenaar die de Sovjet-Unie heeft gekend.

## Verhaal
In het begin van de jaren tachtig worden bij Rostov aan de Don acht verminkte lichamen gevonden. Het Sovjet regime heeft voor het eerst te maken met een seriemoordenaar, Andrej Romanovitsj Tsjikatilo, die uiteindelijk de moord op 52 slachtoffers bekent, over een periode van acht jaar. Langzaamaan dringt het besef door dat het met de beschikbare middelen en methoden onmogelijk is om de juiste dader te vinden, laat staan te berechten. De machthebbers willen eigenlijk niet erkennen dat een dergelijk “decadent” fenomeen in hun systeem voor kan komen.
Waarschijnlijk om het onderzoek te laten mislukken, wordt forensisch arts Victor Boerakov gepromoveerd tot rechercheur, belast met het onderzoek naar de moorden. Tijdens het onderzoek blijft het moorden doorgaan en hij beseft dat de moordenaar door dwang gedreven wordt. Met bestaande opsporingstechnieken, in combinatie van de bescherming die leden van de Communistische partij genieten, is het voor Boerakov onmogelijk om inzicht te krijgen in de werkwijze van de moordenaar, laat staan dat hij hem ooit zal vangen. Zo stelt de partij voor om homoseksuele jongeren op te pakken als afschrikmiddel.

## Rolverdeling
| Acteur            | Personage                |
| ----------------- | ------------------------ |
| Stephen Rea       | Viktor Burakov           |
| Donald Sutherland | Mikhail Fetisov          |
| Jeffrey DeMunn    | Andrei Chikatilo         |
| Max von Sydow     | Dr. Alexandr Bukhanovsky |
| Joss Ackland      | Bondarchuk               |
| John Wood         | Gorbunov                 |
| Ion Caramitru     | Tatevsky                 |
| Imelda Staunton   | Ms. Burakova             |

### Victor Boerakov
De Russische forensisch arts Victor Boerakov wordt, volkomen ondergekwalificeerd voor de baan, aangesteld als rechercheur die onderzoek moet doen naar een reeks moorden. Hij trekt de conclusie dat hij te maken heeft met een seriemoordenaar, maar de lokale leiders van de Communistische partij willen daar niets van weten, aangezien dat in hun ogen een fenomeen is dat alleen in een kapitalistische samenleving thuis hoort. Kolonel Mikhail Fetisov (gespeeld door Donald Sutherland) wordt aanvankelijk aangesteld om er voor te zorgen dat Boerakov handelt in de geest van De Partij, maar krijgt gaandeweg meer bewondering voor zijn intellect, persistentie en toewijding.
Victor Boerakov wil westerse kennis vergaren en inzetten in de zoektocht naar de man die de streek rondom Rostov onveilig maakt met een aantal gruwelijk moorden, op relatief weerloze slachtoffers. Zo wil hij de hulp inschakelen van een psychiater, wat aanvankelijk niet toegelaten wordt. Buiten zijn superieuren om laat hij dokter Alexandr Boechanovski (gespeeld door Max von Sydow) een psychiatrisch profiel opstellen van zijn tegenstander. Zijn inzicht in de werkwijze van de moordenaar groeit en hij weet Tsjikatilo op te pakken, die zijn baan als leraar in het verleden al was kwijt geraakt wegens seksueel misbruik van leerlingen. Tsjikatilo is echter lid van De Communistische Partij en wordt onder druk van De Partij ook weer vrij gelaten. 
Boerakov: "You handled him quite deftly".
Fetisov: "I've had it. I will not suffer that stupidity anymore!"
Boerakov: "He may be stupid, but he's in charge".
Boerakovs frustratie groeit na jaren blootstelling aan de gruwelijke misdrijven en tevergeefs werken aan de zaak, zonder één dag vrij te zijn geweest, stort hij emotioneel in. Een teken van zwakte volgens partijleider Bondarchuk, waar hij vanaf de aanstelling van Boerakov op wachtte. Fetisov grijpt echter in en zet een troef in tegen Bondarchuk, namelijk een jongeman die verklaard heeft in zijn onderhoud voorzien te worden door Bondarchuk in ruil voor seksuele diensten. Fetisov geeft Boerakov vrij en nadat hij bij zinnen is gekomen, begint hij met nieuwe energie en meer vrijheden opnieuw aan de zaak.
Boerakov: “A man is what he fights for”.
Fetisov: “I don't fight for anything”.
Boerakov: “I know”.

### Arrestatie en veroordeling
Tsjikatilo is nooit uit beeld geweest en het rapport van Boechanovski, waarin hij de moordenaar “Citizen X noemt, wordt de leidraad voor het vervolg van het onderzoek. Het rapport schets het beeld van een man die met een combinatie van grote maatschappelijke tegenslagen en seksuele impotentie kampt. “De opwinding van zijn gruwelijke daad stelt deze Citizen X net voldoende opwinding te ervaren om te een seksueel hoogtepunt te komen”. Als de bewijzen zich tegen Tsjikatilo hebben opgestapeld en het verhoor niets oplevert, is het de confrontatie met zijn psychiatrisch profiel, het rapport “Citizen X”, de uiteindelijke reden dat hij knapt en bekent. Tsjikatilo barst in tranen uit en noemt zichzelf “een vergissing van de natuur”. Op  14 februari 1994 wordt hij ter dood veroordeeld, een lot dat hij met angst, maar begrip ondergaat.

## Prijzen
- CableACE Award 1995

Best Movie or Miniseries
Best Supporting Actor in a Movie or Miniseries (DeMunn)
-Nominatie: beste miniserie of film gemaakt voor TV
-Nominatie: Directing a Movie / Miniseries
-Nominatie: Writing a Movie or Miniseries
-Nominatie: Cinematography in a Movie or Miniseries
- Prime Time Emmy Award 1995

Outstanding Supporting Actor in a Miniseries or a Special (Sutherland)
-Nominatie: Casting
-Nominatie: Directing in a miniseries / special (Chris Gerolmo)
-Nominatie: Editing of a miniserie / special
-Nominatie: Support actor in a miniserie / special (Jeffrey DeMunn)
-Nominatie: Production of a Made for TV movie
-Nominatie: Writing of a miniserie / special
- Cairo International Film Festival 1995

Beste acteur (Stephen Rea)
- Sitges Film Festival 1995

Beste film
Beste acteur (Stephen Rea)
Beste regie (Chris Gerolmo)
- Edgar Allan Poe Award 1996

Best TV Feature or MiniSeries (Gerolmo)
- Golden Globe Award 1996

Best Performance by an Actor in a Supporting Role in a Series, Mini-Series or Motion Picture Made for TV (Donald Sutherland)
- Writers Guild of America Award 1996

Adapted Long Form (Chris Gerolmo)